# Dr. No (1962.)
Dr. No je britanski akcijski triler iz 1962. sa  Seanom Conneryjem u glavnoj ulozi. Prvi je film o  Jamesu Bondu, agentu MI6. Temeljen je na romanu  Iana Fleminga Dr. No iz 1958., koji su adaptirali Richard Maibaum, Johanna Harwood i Berkeley Mather. Film je režirao Terence Young, a producirali su ga Harry Saltzman i Albert R. Broccoli, čije će partnerstvo potrajati do 1975.
U Bondovoj prvoj filmskoj avanturi, poslan je na  Jamajku kako bi istražio smrt  britanskog agenta. Trag ga vodi do otoka  dr. Juliusa Noa, gdje upoznaje Honey Ryder. Ubrzo ih zarobljava Dr. No koji pokušava omesti američke raketne testove kako bi se osvetio Zapadu.
Uspjeh Dr. Noa, kao prvog Bond filma, odveo je do vrlo popularne serije filmova koja traje i danas. U filmu se ne prikazuje kako je Bond zaradio oznaku 007, što znači da ima dozvolu za ubijanje, nego je Bond prikazan kao iskusan veteran. U filmu je prikazano nekoliko tipičnih aspekata koji su karakteristični za sve filmove o Jamesu Bondu, kao što je prizor s cijevi pištolja u kojoj se glavni lik prikazuje kroz cijev pištolja sa stiliziranim naslovom filma, koju je načinio Maurice Binder.

## Produkcija

### Povijest produkcije
Nakon što je Harry Saltzman otkupio prava na knjigu o Jamesu Bondu, nije ostvario projekt. Zato je Albert R. Broccoli htio otkupiti prava na knjige od Saltzmana. Ali Saltzman nije htio prepustiti prava Broccoliju pa su se udružili kako bi snimali filmove o Jamesu Bondu. Dobili su dozvolu od United Artists da snime film, koji bi trebao izaći 1962. Saltzman i Broccoli osnovali su dvije tvrtke. Danjac, koja će držati prava na filmove, i EON, koja bi trebala producirati filmove.
U potrazi za redateljem, Broccoli i Saltzman ograničili su svoj izbor na britanske filmaše kako bi redatelj kojeg odaberu dao britanski "štih" Jamesu Bondu. Ponudili su posao Guyu Greenu, Guyu Hamiltonu i Kenu Hughesu, ali su ih svi odbili. Konačno su potpisali ugovor s  Terenceom Youngom. Broccoli i Saltzman mislili su kako će Young kreirati pravu sliku Jamesa Bonda, i prenijeti je iz knjige na film.
Prvi film trebao je biti Operacija Grom, ali vodila se pravna bitka s ko-autorom, Kevinom McCloryjem, pa je Dr. No postao prvi izbor.

### Potraga za Jamesom Bondom
Budući da 1961. romani  Iana Fleminga o Bondu nisu bili popularni, producenti Albert R. Broccoli i Harry Saltzman morali su naći privlačnog glumca za portret Jamesa Bonda. Prvotno je izabran Cary Grant, ali on nije bio dostupan jer je snimao drugi film, a govorilo se da je odbio ulogu jer mu je bilo 58 godina, pa se osjećao prestarim. Ostali izbori bili su Patrick McGoohan, James Mason i David Niven (koji će poslije nastupiti u neslužbenoj verziji iz 1967., satiričnom Casino Royaleu).
Postoji nekoliko nevjerodostojnih priča o tome kojeg je glumca htio Ian Fleming. Neki izvori, točnije Albert R. Broccoli u svojoj autobiografiji When The Snow Melts, tvrdi kako je favorizirao  Rogera Moorea, zbog Mooreove uloge u televizijskoj seriji Svetac; međutim, ovu su priču pobili obožavatelji ističući kako se serija u  Velikoj Britaniji nije počela prikazivati sve do 4. listopada 1962., jedan dan prije premijere filma Dr. No. Fleming je za ulogu zlog dr. Juliusa Noa htio Noela Cowarda, a Davida Nivena za ulogu Jamesa Bonda, jer ih je obojicu osobno poznavao. Moore nije javno povezivan s ulogom sve do 1967. kad je Harry Saltzman tvrdio da bi on bio dobar Bond, ali je bio ipak skeptičan zbog njegove popularnosti u ulozi Simona Templara u seriji Svetac. Moore se konačno pojavio kao Bond 1973. u filmu Živi i pusti umrijeti.
Producenti su se konačno odlučili za  Seana Conneryja, relativno nepoznatog glumca u to vrijeme. Često se govorli da je Connery dobio ulogu preko natjecanja koje je organizirano kako bi se 'pronašao James Bond' - iako je ovo netočno, natjecanje se ipak održalo, a izabrano je šest finalista koji su se natjecali pred Broccolijem, Saltzmanom i Flemingom. Pobjednik je bio 28-godišnji model Peter Anthony, koji je, prema Broccoliju, imao kvalitete  Gregoryja Pecka, ali nije bio dorastao ulozi.

### Teme
Dr. No se dotaknuo mnogih tema i osobina vezanih za dosjetljivog i otmjenog tajnog agenta koje će se ponavljati i u idućim filmovima: prepoznatljiva glazbena tema, prizor s cijevi pištolja, "Bond djevojke", egzotične lokacije, kriminalna organizacija SPECTRE, spašavanje u zadnji trenutak, Bondova izvanredna sreća i vještina, Bondov pištolj Walther PPK, njegova dozvola za ubojstvo, preambiciozni negativci i upoznavanje s Felixom Leiterom iz CIA-e.
Zapravo, u ovom filmu upoznajemo se s mnogim karakteristikama Jamesa Bonda, od Bondova svojstvenog upoznavanja (kao "Bond. James Bond."), do njegova ukusa za fine šampanjce, votka martini (protreseno, ne promiješano), žene, i oružja.
Film je uspostavio tradiciju da se filmovi dosta razlikuju od Flemingovih izvornih romana kako bi uključili neke teme koje se odnose na sadašnjost. Tijekom četrdesetogodišnje povijesti, samo nekoliko filmova je ostalo vjerno pisanom materijalu; Dr. No ima puno sličnosti s romanom i prati osnovnu radnju, ali postoji bar toliko razlika. Na primjer, tarantula je zamijenila stonogu iz knjige.

### Snimanje
Film je smješten na tri lokacije:
- London, Ujedinjeno Kraljevstvo
- Kingston, Jamajka
- otok Crab - izmišljeni otok na Jamajci, vjerojatno po uzoru na karipski otok Redonda.

Neke od scena snimane su na lokacijama na Jamajci, najviše vanjske scene na Otoku Crab i Kingstonu, i većina vanjskih scena u bazi dr. Noa. Scene u ventilacijskom kanalu i scene sjedišta MI6 snimane su u Pinewood Studios u Londonu. Većina ostalih snimana je u Pinewoodu, a glavni set tamo nazvan je 007.

## Radnja
Film počinje na Jamajci, gdje su ubijeni  britanski agent, zapovjednik John Strangways i njegova tajnica (ubili su ih Tri slijepa miša). M šalje Jamesa Bonda, naoružanog novim Waltherom PPK (jer je njegova Beretta M1934 zgnječena u prijašnjoj misiji), na Jamajku kako bi istražio njihov nestanak i sazna je li to povezano s nedavnim ometanjem lansiranja američkih raketa u Cape Canaveralu.
Na aerodromu u Kingstonu, Bond prolazi pokraj sumnjive fotografkinje koja ga pokušava uslikati. Pozdravlja ga g. Jones, uniformirani vozač, koji mu kaže kako su ga poslali da ga odveze do sjedišta Vlade. Čovjek je, međutim, protivnički agent koji se ubija nakon što je razotkriven, da ne riskira da oda šefa. Pleydell-Smith, lokalni guverner koji se redovno kartao sa Strangwaysom, otkriva Bondu da je Strangways nedavno otišao na pecanje i da je unajmio čovjeka u luci po imenu Quarrel kao vodiča. Bond posjećuje Quarrela koji prvo odbija suradnju jer nije siguran u Bondovu lojalnost. Nakon što je prebio Quarrela i Puss-Fellera, lokalnog barmena koji je priskočio u pomoć Quarrelu, Bond upoznaje Felixa Leitera iz CIA-e koji jamči za Bonda da je britanski obavještajac.
Nakon što je pregledao Strangwaysovu kuću, Bond pronalazi priznanicu koju je izdao lokalni metalurg zvan profesor Dent koji je Stranwaysu pomogao identificirati uzorke kamenja s obližnjeg otoka poznatog kao Crab Key. Dent mu kaže da su kamenja sastavljena od običnog pirita, ali Bond ubrzo shvaća da su radioaktivna. Ispostavlja se da je Dent agent dr. Juliusa Noa, domaćina Crab Keya, te da treba ubiti Bonda. Nakon neuspješnog pokušaja s tarantulom, Dent upotrebljava tajnicu lokalnog guvernera, gospođicu Taro kako bi ga namamila u svoju kuću. Nakon što je Dent došao ubiti Bonda, ovaj je već bio spreman za njega i ubio ga nakon kratkog ispitivanja u kojem je Bond saznao da je Strangways ubijen.
Bond i Quarrel isplovljavaju za Crab Key gdje upoznaju Honey Ryder, nevinu skupljačicu školjki. Ubrzo ih otkrivaju te su prisiljeni poći u unutrašnjost otoka gdje Quarrel biva zapaljen od strane "zmajskog tenka" Dr. Noa, a Bond i Honey su zarobljeni. Zatočeni su u luksuzni "gostinski" apartman gdje večeravaju s Dr. Noom. Tijekom večere, otkriva se da je Dr. No bivši član tajne  kineske organizacije Tong, a sada član SPECTRE (Special Executive for Counter-intelligence, Terrorism, Revenge and Extortion) te da s Crab Keya ometa lansiranje američkih raketa iz obližnjeg Cape Canaverala jer su njegovu 'briljantnost' odbili i Istok i Zapad.
Na kraju večere, Bonda pretuku Noovi sluge te ga odvode u zarobljeništvo da bi ga dalje ispitivao Dr. No. Prije nego što ga je Doktor uspio vidjeti, Bond uspijeva pobjeći iz svoje ćelije i preopteretiti nuklearni reaktor koji je trebao biti iskorišten za sabotažu američkih raketa. Nakon šakačkog obračuna na spuštajućoj platformi u srcu nuklearnog reaktora, Bond uspijeva oboriti Dr. Noa i pobjeći prije nego što se rekator spustio u vodu. S druge strane, Dr. No ne uspijeva ući u lift zbog svojih metalnih ruku i utapa se u kipućoj radioaktivnoj vodi. Bond uspijeva pobjeći s Honey na splavi, nakon čega su ga pokupili njegovi. Bacaju mu uže, Bond ga privezuje. Dok ih vuku, Bond strastveno poljubi Honey.

## Vozila i naprave
- Walther PPK - M i bojnik Boothroyd (Q) prisiljavaju Bonda da zamijeni svoju staru Berettu za novi standardni Walther PPK. Od tada je Bond koristio Walther PPK u svakom filmu sve do filma Sutra nikad ne umire, u kojem počinje koristiti Walther P99.
- Geigerov brojač - Bond ga koristi kako bi odredio radioaktivnost na Crab Keyu.
- Svijetleći sat - Bond ima sat s pomalo radioaktivnom površinom koji svijetli u mraku. Ovo je preuzeto iz Flemingovih romana, u kojima Bond ima sličan sat.

## Glumci
- Sean Connery - James Bond
- Ursula Andress - Honey Ryder, neovisna žena koja često bespravno dolazi na Crab Key u potrazi za školjkama.
- Joseph Wiseman - Dr. Julius No: Povučeni član SPECTRE, koristi otok Crab Key i svoju genijalnost u području nuklearne energije kako bi se osvetio zapadnom svijetu ometajući lansiranje američkih raketa iz obližnjeg Cape Canaverala.
- Jack Lord - Felix Leiter: Agent CIA-e poslan u Kingston kao Bondov časnik za vezu. To je prvi put da se Bond i Leiter vide. Leiter se pojavljuje u mnogim Bondovim pustolovinama, a u filmu iz 2006., Leiter i Bond se ponovno susreću prvi put.
- Anthony Dawson - Profesor R. J. Dent: Metalurg iz Kingstona, čovjek Dr. Noa poslan da ubije Bonda prije nego sazna istinu o Strangwaysovu nestanku.
- John Kitzmiller - Quarrel - Lokalni otočanin kojeg je angažirao Strangways kako bi potajno skupio uzorke kamenja s Crab Keya. Quarrel poslije pomaže Bondu da dođe na otok.
- Bernard Lee - M. Strogi šef Britanske tajne službe. Šalje Bonda u Kingston da istraži nestanak Johna Stranwaysa i njegove tajnice. Ovo je bilo Leejevo prvo od jedanaest pojavljivanja u serijalu.
- Lois Maxwell - Gđica. Moneypenny: M-ova tajnica. Ovo je prvo od četrnaest Maxwellinih pojavljivanja u toj ulozi.
- Zena Marshall - Gđica. Taro: Tajnica g. Pleydella-Smitha u Vladi u Kingstonu.
- Eunice Gayson - Sylvia Trench: Trench se upoznaje s Bondom za stolom u kockarnici u londonskom klubu Le Cercle. Poslije se pojavljuje kao Bondova djevojka u filmu Iz Rusije s ljubavlju. Ona je jedina Bondova djevojka koja se pojavljuje u dva filma.
- Peter Burton - Bojnik Boothroyd (Q): Šef Q-odjela, donosi Bondu novi pištolj Walther PPK koji zamjenjuje njegovu staru Berettu. Ovo je prvo Boothroydovo pojavljivanje u serijalu. Zbog sukoba oko rasporeda, Burtona je u sljedećem filmu zamijenio Desmond Llewellyn, koji se pojavio u svim filmovima osim jednog do 1999., kad je umro. Lik bojnika Boothroyda poznatiji je kao Q.
- Timothy Moxon - John Stranways (glas Robert Rietty): Strangways je šef ispostave Britanske tajne službe u Kingstonu. Ubio ga je jedan od ljudi Dr. Noa, što je prisililo MI6 da pošalje Bonda kako bi to istražio.
- Marguerite LeWars - Fotografkinja Dr. Noa

## Kritike i zarada
Dr. No premijerno je prikazan 5. listopada 1962., a zaradio je podijeljene kritike. Loše recenzije govorile su najviše da cinični humor nije bio prikladan, a neki su govorili da Ursula Andress nije toliko atraktivna. Međutim, u godinama nakon premijere film je postao popularniji i među publikom i među kritikom.
Film je snimljen uz budžet od milijun dolara, a zaradio je ukupno 16,067,035 dolara u Americi i 59,600,000 u ostatku svijeta, pa se pokazao kao veliki financijski uspjeh. Prilagođeno inflaciji, Dr. No je zaradio 388,037,628 dolara.

## Vanjske poveznice
- Dr. No u internetskoj bazi filmova IMDb-a
- Dr. No na Rotten Tomatoes
- Dr. No na Box Office Mojo
- MGM's page on the movie
- 'Dr.No' page on The Ultimate James Bond Community  Arhivirana inačica izvorne stranice od 12. siječnja 2007. (Wayback Machine)